# Sedniw
Sedniw (ukr. Седнів) – osiedle na Ukrainie, w obwodzie czernihowskim, w rejonie czernihowskim, nad Snowem, siedziba hromady. W 2020 roku liczyło ok. 1,1 tys. mieszkańców. Ma charakter rolniczy, działają w nim ośrodek badań nad ziemniakiem, elektrownia wodna oraz dom wypoczynkowy Związku Artystów Ukrainy. W miejscowości znajdują się pozostałości wałów dawnego grodu o nazwie Snowsk, cerkiew św. Jerzego z 1747 roku oraz wzniesione przez pułkownika Jakowa Łyzohuba około 1690 roku (później przebudowywane) cerkiew Zmartwychwstania Pańskiego i dwór Łyzohubów.
Snowsk wzmiankowany jest po raz pierwszy w Powieści minionych lat pod rokiem 1068, jako miejsce bitwy, w której książę czernihowski Światosław Jarosławicz pokonał Połowców. Latopis kijowski odnotowuje pod rokiem 1149 tzw. snowski tysiąc, czyli obszar wchodzący w skład ziemi czernihowskiej. Według Latopisu halicko-wołyńskiego Snowsk był jednym z grodów księstwa czernihowskiego zdobytych i splądrowanych w 1234 roku przez wojska Daniela Halickiego i Włodzimierza Rurykowicza. Miasto zostało prawdopodobnie zupełnie zniszczone pięć lat później podczas najazdu mongolskiego.